# Distretto di Ngara
Il distretto di Ngara è un distretto della Tanzania situato nella regione del Kagera. È suddiviso in 22 circoscrizioni (wards) e conta una popolazione di 383 092 abitanti (censimento 2022).

## Suddivisione amministrativa
Il distretto è diviso nelle seguenti circoscrizioni (wards), tra parentesi gli abitanti (censimento 2022):
1. Bugarama (18 170)
2. Bukiriro (23 283)
3. Kabanga (24 711)
4. Kanazi (19 554)
5. Kasulo (26 126)
6. Keza (12 955)
7. Kibimba (13 512)
8. Kibogora (16 765)
9. Kirushya (10 685)
10. Mabawe (12 826)
11. Mbuba (12 564)
12. Muganza (19 292)
13. Mugoma (13 200)
14. Murukurazo (18 880)
15. Murusagamba (15 547)
16. Ngara Mjini (24 062)
17. Ntobeye (17 003)
18. Nyakisasa (24 698)
19. Nyamagoma (10 112)
20. Nyamiaga (9 140)
21. Rulenge (23 329)
22. Rusumo (16 678)